# Lothar Rendulic
Lothar Rendulic (Wiener Neustadt, 23 de noviembre de 1887 - Eferding, 18 de enero de 1971) fue un oficial del Ejército Alemán durante la Segunda Guerra Mundial.

## Biografía
Rendulic nació en Wiener Neustadt, Austria, en el seno de una familia croata. En 1910 se alistó en el Ejército austrohúngaro y participó en la Primera Guerra Mundial.

## Afiliación al Partido Nazi
En 1932 se afilió al Partido Nazi de Austria. Desde entonces trabajó en el cuerpo diplomático y luego se desempeñó como adjunto militar en Londres y París entre 1933 y 1935, pero fue retirado en 1936 debido a que llevaba mucho tiempo afiliado al Partido.
En 1938 fue reasignado al Heer y actuó como Comandante de División en los Balcanes, en Noruega y luego en el cruento Frente Oriental. A inicios de 1944, Hitler ordenó a Rendulic que diseñara un plan para capturar al líder partisano yugoslavo Tito. El 25 de mayo de 1944 se inició la Operación Rösselsprung, ejecutada por el legendario Otto Skorzeny. A pesar de que un ataque de paracaidistas logró tomar el cuartel general de Tito, éste logró escapar.

## Guerra de Laponia
En junio de 1944, Rendulic fue nombrado comandante de las tropas estacionadas en Finlandia y Noruega. Sin embargo, cuando Finlandia se pasó al bando Aliado, Rendulic tuvo que enfrentarse a sus hasta entonces aliados en lo que se llamó la Guerra de Laponia. Durante la guerra, Rendulic tomó medidas cruentas como represalia por la traición finlandesa, como quemar la ciudad de Rovaniemi.

## Juicio de los Rehenes
Debido a los ataques ordenados contra civiles durante la guerra en Yugoslavia y Finlandia, Rendulic fue juzgado en el llamado Juicio de los Rehenes y sentenciado a 20 años de prisión en 1948. No obstante, fue liberado en 1951.
Después de ser puesto en libertad, Rendulic escribió varios libros hasta su muerte en 1971 en Eferding, Austria, a los 83 años.
| Predecesor: Peter Weyer                                               | Comandante de la 14.ª División de Infantería 15 de junio de 1940 - 6 de octubre de 1940     | Sucesor: Friedrich Fürst                       |
| Predecesor: Hans-Jürgen von Arnim                                     | Comandante de la 52.ª División de Infantería 10 de octubre de 1940 - 1 de noviembre de 1942 | Sucesor: Rudolf Peschel                        |
| Predecesor: Rudolf Kämpfe                                             | Comandante de la XXXV Cuerpo de Ejército 1 de noviembre de 1942 - 15 de abril de 1943       | Sucesor: Friedrich Wiese                       |
| Predecesor: Walter Model                                              | Comandante del 2.º Ejército Panzer 14 de agosto de 1943 - 24 de junio de 1944               | Sucesor: Franz Böhme                           |
| Predecesor: Eduard Dietl                                              | Comandante del 20.º Ejército de Montaña 25 de junio de 1944 - 15 de enero de 1945           | Sucesor: Franz Böhme                           |
| Predecesor: —                                                         | Comandante de la Grupo de Ejércitos Curlandia 15 de enero de 1945 - 27 de enero de 1945     | Sucesor: Heinrich von Vietinghoff              |
| Predecesor: Ferdinand Schörner                                        | Comandante del Grupo de Ejércitos Norte 27 de enero de 1945 - 12 de marzo de 1945           | Sucesor: Walter Weiß                           |
| Predecesor: Heinrich von Vietinghoff                                  | Comandante del Grupo de Ejércitos Curlandia 12 de marzo de 1945 - 5 de abril de 1945        | Sucesor: Carl Hilpert                          |
| Predecesor: Otto Wöhler                                               | Comandante del Grupo de Ejércitos Sur 6 de abril de 1945 - 30 de abril de 1945              | Sucesor: Renombrado Grupo de Ejércitos Ostmark |
| Para diez filas o más, usa la nueva versión de la plantilla:sucesión. |                                                                                             |                                                |

- Datos: Q57585
- Multimedia: Lothar Rendulic / Q57585